# 大雪丸 (初代)
大雪丸（たいせつまる）は、運輸省鉄道総局ならびに日本国有鉄道（国鉄）が青函航路で運航した車載客船である。
戦災で壊滅した青函連絡船の復興のため、当時の国鉄であった運輸省鉄道総局がGHQの許可を得て建造した車載客船4隻の第4船である。同型船として洞爺丸、羊蹄丸、摩周丸があり、これら4隻は洞爺丸型と呼ばれた。
1954年（昭和29年）9月には、洞爺丸台風に遭遇し、難航しながらも沈没を免れ、その後も1964年（昭和39年）8月末まで青函連絡船として運航された。同連絡船引退後は地中海で活躍し、中東紛争に巻き込まれながらも生き残るなど強運の船であったが、最後は1991年（平成3年）アドリア海で、火災による爆発で沈没するという数奇な運命をたどった。

## 車載客船建造までの経緯
1945年（昭和20年）7月14・15両日のアメリカ軍の空襲で、青函連絡船は翔鳳丸型車載客船4隻を含む、全12隻が一時稼働不能となり、終戦時稼働できたのは、比較的損傷が軽く、短期間で復帰できた第七青函丸、第八青函丸の2隻の車両渡船と、船舶運営会から傭船した稚斗連絡船 樺太丸（元関釜連絡船初代壱岐丸1,598総トン　当時の船主は大阪商船）のみであった。しかし終戦直後、多くの引揚げ者や復員者、徴用解除の帰郷者、朝鮮半島や中国大陸への帰還者、さらには食糧買い出しの人々が青函航路に殺到し、貨物は減少したものの、当時、本州と北海道とを結ぶ代替ルートのない唯一の航路で、農産物や石炭輸送の継続も迫られていた。このため、関釜連絡船 景福丸（3,620.60総トン）、同連絡船の貨物船 壱岐丸（2代）（3,519.48総トン）、稚泊連絡船 宗谷丸（3,593.16総トン）をはじめ、多くの商船、機帆船、旧陸軍上陸用舟艇などを傭船して、この混乱に対応し、1947年（昭和22年）9月からは、空襲により京都府下宮津湾に擱坐していた関釜連絡船 昌慶丸（3,620.60総トン）を浮揚修理して就航させた。また終戦後、博多 - 釜山間で朝鮮半島から日本への引揚げ、ならびに朝鮮半島への帰還輸送や、樺太からの引揚げ輸送に就いていた関釜連絡船 徳寿丸（3,619.66総トン）も青函航路へ助勤させていた。
しかし、終戦後、生き残った2隻の車両渡船は、まず第七青函丸が 1945年（昭和20年）8月30日、函館港北防波堤に衝突して入渠休航となり、その復帰した同年11月28日に、今度は第八青函丸が青森第1岸壁で、ヒーリング操作不調でその場に沈座してしまい、長期の休航となってしまった。この間、終戦時にはほぼ完成していた第十一青函丸が、1945年（昭和20年）10月9日就航したものの、貨車航送能力不足は歴然としていた。
これに不満を持った進駐軍は、1945年（昭和20年）12月24日、貸与したLST（戦車揚陸艦）を車両渡船に改造するよう命令し、1946年（昭和21年）3月31日から2隻のLST改造車両渡船による貨車航送が開始された。しかし期待通りの結果は得られず、青函航路の貨車航送能力は低迷したままで、北海道に駐留するアメリカ軍自身の物資輸送にも支障をきたすところとなった。
車載客船全4隻喪失による旅客輸送力不足も深刻で、多くの傭船や他航路の連絡船を使用していたが、青森桟橋で沈座し、修復中であった第八青函丸では、旅客輸送力増強への即応対策として、船橋楼甲板の本来の甲板室の前後に木造の旅客用甲板室を造設し、客載車両渡船（デッキハウス船）として1946年（昭和21年）5月、復帰した。また当時建造中であった第十二青函丸と石狩丸（初代）では、鋼製の同様の甲板室を造設し、同年5月と7月に就航し、既に就航中であった第十一青函丸では同年9月に、第七青函丸では1947年（昭和22年）9月に、それぞれ同様の鋼製甲板室が造設された。さらに1947年（昭和22年）1月には、空襲で野内沖に擱座していた第六青函丸でも、修復工事の際、鋼製甲板室が造設された。しかし、第七青函丸以外は指定期間に長短はあったものの「進駐軍専用船」に指定されてしまい、日本人旅客の利用はできなくなってしまった。また当時の車両渡船は、新造船も含め、全て戦時標準船で劣悪な船質のうえ、十分な補修もされず酷使され続けたことで、故障や事故が頻発し、貨車航送能力は一向に回復しなかった。
このため、それまでは新造船の新規着工を許可しなかったGHQが、1946年（昭和21年）7月に至り、運輸省鉄道総局の建造申請に対し、青函航路用として車載客船4隻、車両渡船4隻、計8隻という大量の連絡船建造の許可を出した。この車載客船の第4船が大雪丸であった。
大雪丸は、第1船の洞爺丸が三菱重工神戸造船所で進水した当日の 1947年（昭和22年）3月26日、同造船所で起工され、翌1948年（昭和23年）10月25日竣工し、同11月27日、青函航路に就航した。
なお、終戦後、総トン数100トン以上の日本の全商船はGHQ管理下に置かれ、1945年（昭和20年）12月15日からは、その実施機関である日本商船管理局（en:Shipping Control Authority for the Japanese Merchant Marine, SCAJAP）より付与された標識番号であるSCAJAPナンバーの船体への標示が義務付けられた。大雪丸ではその標識番号T277が、竣工前より下部遊歩甲板側面中央部角窓上の白地に黒で標示され、1952年（昭和27年）4月のサンフランシスコ講和条約発効後抹消された。

## 船体構造
（詳細は洞爺丸 船体構造参照）
車載客船としての基本構造は1924年（大正13年）に建造された翔鳳丸型に準じ、船体には、戦時中、博釜航路へ投入予定で設計建造されたH型戦時標準船石狩丸（初代）の船体線図に、船首船底のカットオフを減らす修整を加えた線図が採用され、二重底に変更するなど平時仕様で建造された。垂線間長113.2mはH型船と同一で、翔鳳丸型に比べ、全長が約9m延長され118.7mとなり、総トン数も3,400トン級から3,800トン級へと大型化されていたが、新造時には船尾扉の装備はなかった。
旅客定員は新造時934名と、翔鳳丸型と同等であった。翔鳳丸型では、車両甲板両舷中2階の下部遊歩甲板は、幅の狭い側面が開放された甲板で、左舷のみ3等旅客に開放されていたが、洞爺丸型ではこれを拡幅し、舷側外板で囲い、大型の窓を多数設け、両舷とも3等船室とし、左舷には3等出入口、3等食堂、3等椅子席を、右舷には3等椅子席を設置した。このため、車両甲板の車両格納所幅は、翔鳳丸型より狭くなり、船内軌道3線は敷設できず、車両の積卸しをする船尾端では1線、すぐ分岐し、車両甲板の大部分で2線平行となるよう敷設され、積載車両数は、15トン積みの標準的有蓋貨車であるワム換算で18両と、翔鳳丸型より7両減となった。しかし、1951年（昭和26年）9月施行の規程では、既にワム換算積載車両数19両に改定されていた。
3等船室はこのほか、翔鳳丸型と同様、車両甲板下のボイラー室前隣と機械室後ろ隣に、それぞれ畳敷き雑居室が設けられていたが、ボイラー室前隣の船室は、船体線図流用元のH型船の第2船艙と第3船艙の2水密区画に第二甲板を造設して設置されたため、前部3等雑居室と中部3等雑居室の2区画となり、機械室後ろの車軸室第二甲板には後部3等雑居室が設けられた。
車両甲板天井に相当する上部遊歩甲板は、甲板室全周に遊歩廊が設けられ、その内側の甲板室の前方が個室寝台の1等船室区画で、洞爺丸同様、2段寝台4人部屋が10室、最前部の2室は特別室と呼ばれる1段寝台2人部屋で、特に左舷側の特1号室には浴室が付設されていた。1等定員は洞爺丸より2名多い46名とされたが、洞爺丸も大雪丸も、特別室は何れも2段寝台4名使用も可能であった。
1等区画の後方には、両舷にわたる1等出入口広間、その後方左舷側には1、2等食堂が配置された。食堂の右舷側は前後方向の通路兼用の喫煙室で、食堂との仕切りはガラス格子になっており、喫煙室後方右舷側には事務長室と主席事務掛室が配置され、前後方向の通路は船尾方向へ続いていたが、ここから後方は2等区画となった。通路左舷側は、配膳室が食堂の船尾側に隣接配置され、その後ろが、2等寝台室で、定員30名の開放2段寝台であった。これと通路をはさんだ右舷側には2等洗面所・トイレ、案内所が置かれ、その後方には両舷にわたる2等出入口広間が設けられた。その後方、洗面所・トイレ区画を通り抜けた先に定員194名のじゅうたん敷きの2等雑居室が配置されていた。
車両積卸し時の船体横傾斜を抑えるヒーリングタンクは、H型船同様第3船艙舷側に設置されたが、船内軌道2線で船体中心線からの距離も短いため、片舷160.69トンとH型船より縮小され、その高さも船底から第二甲板までとし、第二甲板は両舷まで中部3等雑居室として有効利用され、船艙には交流誘導電動機駆動のヒーリングポンプが設置され、ポンプ室と呼ばれた。
従来の青函連絡船同様、石炭焚きボイラーに蒸気タービン2台2軸を採用し、缶数も6缶に戻ったが、本船と羊蹄丸（初代）では、乾燃室円缶が調達できず、ボイラー蒸気圧17.5kg/cm2の三菱三胴型水管缶使用となった。ボイラーからの煙路は第一青函丸以来の車両渡船同様両舷に振り分けられたが、車両格納所が2線と狭いため、上部遊歩甲板の甲板室壁内に収まっていた。終戦後の粗悪炭使用を考慮し、煙道を太くしたこともあり、2列に並ぶ4本の煙突はわずかに後ろへ傾斜し、大きく立派なものとなったが、風圧面積を増加させる結果となった。これにより、煙突は2列に並ぶ4本となり、堂々たる印象を与えた。

## 運航

### 就航から洞爺丸事件まで
青森 - 函館間の所要時間は、1944年（昭和19年）4月からの翔鳳丸型とほぼ同じ下り4時間30分、上り4時間40分とした。1948年（昭和23年）11月27日の本船就航により、戦後建造に着手した車載客船4隻と車両渡船4隻全てが就航し、既に戦災復旧されていた第六青函丸も含め、車両航送のできる船は14隻となって、数の上では戦時中の12隻を超えた。しかし、事故や故障が頻発して休航も多く、1949年（昭和24年）夏までは景福丸 や徳寿丸も運航に加わっていた。
これより前の 1947年（昭和22年）10月からは、LSTを含む諸船を含めて15往復運航であったが、1949年（昭和24年）12月から旅客便5往復、貨物便13往復の計18往復となり、同年度の貨物輸送量は350万トンを突破して、1943年（昭和18年）度の実績364万トンに迫るものであった。
しかし、1951年（昭和26年）5月から1953年（昭和28年）9月までは、たびたび出現する浮流機雷への警戒のため、夜間運航中止もあったが、以後は18往復に戻されていた。それでも貨物輸送量は1951年（昭和26年）度には440万トンと戦時中の実績（1944年（昭和19年）度385万トン）を上回り、旅客輸送人員も1953年（昭和28年）度には215万人と戦時中の実績（1943年（昭和18年）度210万人）を上回った。

### 洞爺丸事件後
1954年（昭和29年）9月26日の洞爺丸台風では、青函連絡船は、洞爺丸のほか、第十一青函丸、北見丸、十勝丸、日高丸の計5隻の連絡船を失った。台風通過後の運航は、翌9月27日、青森在港で難を逃れた羊蹄丸による、遅れ3便（青森第2岸壁7時55分発　函館第2岸壁12時25分着）から再開され、渡島丸（初代）による、遅れ61便（青森第1岸壁8時30分発　函館第1岸壁14時10分着）がそれに続いた。上り便は第十二青函丸 による、1202便（函館第1岸壁13時20分発　青森第1岸壁18時00分着）から再開され、折り返し羊蹄丸による、遅れ6便（函館第2岸壁17時03分発　青森第2岸壁21時34分着）も運航され、計2往復となった。9月28日には、第八青函丸が変72便から、 第七青函丸が変64便から復帰し、石狩丸（初代）も変80便から復帰して、上り8航海、下り5航海が運航された。9月29日には、第六青函丸が変62便から復帰し、10往復の運航となった。
10月1日には、下関に係船されていた元関釜連絡船 徳寿丸 が青森へ回航され、3便（青森第2岸壁6時20分発　函館第2岸壁11時35分着）から就航し、上り11航海、下り13航海が運航された。10月8日には、洞爺丸台風で航行不能となり修理工事のため休航中であった大雪丸が3002便から復帰し、10月10日には浦賀船渠から戻った摩周丸が22便から復帰、10月14日には室蘭または戸畑から国鉄川崎火力発電所への石炭輸送に従事していた 宗谷丸が貨物便102便より就航した。10月10日運航ダイヤ改正で、最大、旅客便5往復、貨物便11往復の計16往復が設定された。
1955年（昭和30年）9月には、急遽新造の車両渡船檜山丸（初代）、空知丸（初代）が就航し、同年10月1日からは旅客便5往復、貨物便13往復の計18往復に1往復の臨時便の設定となった。その後、1956年（昭和31年）4月と8月には、洞爺丸台風で沈没後、浮揚修復された 日高丸（初代）、十勝丸（初代）も復帰した。
洞爺丸の代船として3年間、運航された徳寿丸は、1957年（昭和32年）8月31日で運航終了し、9月8日、下関に向け函館を去った。これに代わり、10月1日には洞爺丸の代替船として建造された車載客船 十和田丸（初代）が就航し、再び車両航送できる船14隻の体制に戻ったが、折りしも、なべ底不況で、しばらくこの便数に変化はなかった。なお1958年（昭和33年）度の貨物輸送量は前年度比96%の439万トンに留まったが、旅客輸送人員は景気動向に関係なく、前年度比109%の263万人に増加していた。

### 高度成長時代
1959年（昭和34年）後半からは岩戸景気の影響で貨物輸送量が伸び、1961年（昭和36年）夏には滞貨を擁する事態となり、この年度の貨物輸送量は521万トン、旅客は319万人に達した。
このため、1961年（昭和36年）10月1日ダイヤ改正では、連絡船の機関整備のための休航から休航までの間隔を延ばして運航数を増やす手法で、客貨便5往復、貨物便14往復計19往復に臨時便2往復と増発した。またこの改正では、函館 - 旭川間に北海道初の特急「おおぞら」1往復が新設され、上野発着の常磐線経由東北本線特急「はつかり」、新設の大阪発着の日本海縦貫線特急「白鳥」とを、青函連絡船の深夜便を介して接続することとなり、下り1便では4時間25分、上り2便では4時間30分運航と、わずかながらスピードアップを果たした。
1964年（昭和39年）5月10日には津軽丸、8月12日には 八甲田丸が就航し、本船は1964年（昭和39年）8月31日、沈没を免れた洞爺丸型3隻の中では最も早く終航を迎えた。

## 洞爺丸事件

### 大雪丸難航
洞爺丸台風当日の1954年（昭和29年）9月26日10時00分、大雪丸は5便として、青森第2岸壁を出航、14時40分、函館港外に到着したが、着岸予定の函館第2岸壁では、穴澗岬沖から引き返した1202便 第十一青函丸が着岸作業中で、第1岸壁では、4便として出航準備中の洞爺丸が停泊しており、岸壁に空きがなく、防波堤外で錨泊待機した。16時02分の第十一青函丸の沖出し後、16時55分、2時間25分遅れで函館第2岸壁に着岸し、旅客と車両を降した。このとき、先船の4便 洞爺丸は“天候険悪出航見合わせ”中で、その後船となる大雪丸の出航は未定となった。このため、防波堤外で岸壁の空きを待っていた後船の1201便 石狩丸（初代）着岸のため、17時25分いったん離岸し、17時40分、次便での着岸に便利な函館桟橋近くの防波堤内に錨泊した。この時の風は南5〜6mであった。
しかし防波堤内は避難船で輻輳し、すぐ前方には無動力のイタリア船籍の修繕船アーネスト号（7,341総トン）が停泊しており、その後急速に強まった風で、18時45分頃からアーネスト号の錨ごと流される走錨が始まり、大雪丸自身の走錨もあり、防波堤外への脱出を決定した。19時16分抜錨開始したが、抜錨中さらに圧流され、有川桟橋沖に錨泊中の日高丸に接近してしまい、全速前進で右転したところ、強い南西風に切れ上がって曲がり切れず、船首が錨泊中の第六青函丸の左舷中央部に向いてしまった。急ぎ後進左転したが19時20分、大雪丸右舷錨が第六青函丸の左舷中央部ハンドレールに接触した。しかし、この後進で船首を右に向けることができ、全速前進で第六青函丸の船尾側をかわし、港口に進み、19時31分、55mを超える暴風雨で防波堤灯台は消灯し視界が利かないまま、レーダーに頼って防波堤外へ脱出することができた。
19時40分、防波堤外で錨泊中の洞爺丸の南方、西防波堤灯台246度0.9海里地点に左舷錨投錨して錨泊した。しかし、船首がうまく風上を向かず、風浪を右舷から受け、激しい横揺れが続き、車両甲板に打ち込む海水もボイラー室前方まで達し、走錨も激しく、この危機をから脱するため直ちに抜錨を開始した。しかし10分間で一気に1,800mも流され、19時50分には、北防波堤基礎工事ケーソンに370mまで接近してしまったが、抜錨中の錨の効果と風に切り上がる効果で前進力が得られ、19時58分には錨を垂らしたまま前進全速とし、危機を脱した。この頃から機械室では海水が夕立のように降り注ぐようになった。前進し始めて程ない20時07分、主機械が停止してしまい、このままでは西防波堤に衝突するところ、1分ほどで復旧できた。抜錨完了後、20時30分には、当時 洞爺丸の南西に錨泊中であった北見丸の方向に船首が向いてしまうこともあったが、その後針路を南西にとり、「南西の風は涌元へ行け」との経験則に従い、南西風の避難に適した涌元を目指した。21時10分には、葛登支岬灯台に並航し、風速40m、この時のプロペラ回転数は毎分150回転、しかし対地速力わずか2ノット弱で、通常150回転では、12ノット程度は出る回転数であったが、猛烈な向かい風でほとんど前進できず、その場に留まる踟蹰航法（ちちゅうこうほう）となっていた。このため、これより前の21時04分、「21時00分現在葛登支岬灯台より40度2.8海里の地点で踟蹰中」と函館桟橋宛て打電していた。
21時40分には、車両甲板船尾両舷の係船索を巻き込むキャプスタンの回転軸と、流体接手調整ハンドルの車両甲板貫通部から操舵機室への浸水があり、操舵不能となって、以後両舷機を種々使用して針路維持に努めた。さらに22時00分には、機関室排気口鉄フタ間隙からの浸水で、潤滑油ポンプ1台が故障し、残り1台も断線し、主機械停止してしまったが約5分で復旧できた。22時35分、風速は30m程度におさまり、風向も西南西に変わり、日付が変わった9月27日 0時10分、涌元北方の木古内湾知内沖に達し投錨した。沈没は免れたが航行不能となっていた。

### 洞爺丸沈没の原因
船は強い風浪に遭遇した場合、風浪を側面から受けて横転する危険を回避するため、船首を風浪の来る風上方向に向けるのが常である。このような場合、錨泊すれば、船首は自然と風上を向くため、洞爺丸台風当夜も、多くの青函連絡船が、錨泊して船首を風上に向け、さらに錨ごと流される走錨を防ぐため、両舷の主機械を運転しつつ台風の通過を待った。このような態勢でいれば、風下側の船尾開口部から、車両甲板上に海水が大量に浸入することはない、とそれまでの経験から、当時の関係者は考えていた。
しかし、当夜の函館湾は波高6m、波周期9秒、波長は約120mと推定され、当時の青函連絡船の水線長115.5mよりわずかに長く、このような条件下では、前方から来た波に船首が持ち上げられたとき、下がった船尾は波の谷間の向こう側の斜面、つまり、その前に通り過ぎた波の斜面に深く突っ込んでしまい、その勢いで波は車両甲板船尾のエプロン上にまくれ込んで車両甲板に流入、船尾が上がると、その海水は船首方向へ流れ込み、次に船尾が下がっても、この海水は前回と同様のメカニズムで船尾から流入する海水と衝突して流出できず、やがて車両甲板上に海水が滞留してしまうことが、事故後の模型実験で判明した。そして、波周期が9秒より短くても長くても、車両甲板への海水流入量は急激に少なくなることも判明した。
洞爺丸のような船内軌道2線の車載客船では、車両格納所の幅が車両甲板幅の約半分と狭く、車両甲板船尾開口部から大量の海水が浸入しても、その滞留量は250トンとも360トンとも言われたが、車両甲板の両舷側には船室があり、滞留した自由水は舷側まで移動できないため、復原力は維持され、転覆することはない、とされた 。しかし、洞爺丸など石炭焚き蒸気船では、石炭積込口など、車両甲板から機関室（機械室・ボイラー室）への開口部は多数あり、これらの閉鎖は不完全で、滞留した海水が機関室へ流入し、主機械停止に至って操船不能となり、走錨もあって、船首を風上に向け続けることができなくなったことが沈没の要因とされた。
洞爺丸と同型の大雪丸では、洞爺丸台風の当夜、積載車両を全て降ろしており、その分喫水が浅く車両甲板位置も高くなっていて、海水の浸入が相対的に少なかった。また車両がないため、車両甲板の開口部閉鎖作業に支障をきたすものがなかった、などの幸運に恵まれた。それでもボイラー室や機械室、操舵機室への浸水は少なからずあり、潤滑油ポンプや主機械も一時停止したほか、操舵機故障による操舵不能で、両舷機の推力調節でかろうじて針路保持ができ、まさに九死に一生の生還であった。

### 洞爺丸事件後の安全対策
洞爺丸事件の重大さを考慮し、運輸省は1954年（昭和29年）10月に学識経験者による“造船技術審議会・船舶安全部会・連絡船臨時分科会”を、国鉄総裁は同年11月にやはり学識経験者による“青函連絡船設計委員会”を設置した。これらの審議会では、青函連絡船の沈没原因と、その対策等が審議検討され、答申書が出された。それらに従って、沈没を免れた連絡船にも種々の改良工事が施された。
1955年（昭和30年）12月には下部遊歩甲板の角窓を水密丸窓として完全な予備浮力とし、照明を蛍光灯とした。
救命艇を吊り下げるボートダビットは、端艇甲板から救命艇を海面に降ろすとき、まず救命艇を手動で舷外へ振り出す操作が必要で、これでは人手と時間がかかり、非常時の間に合わないため、ブレーキを外すだけで、救命艇が自重で舷外へ振り出される重力型ボートダビットに交換され、救命艇も木製から軽合金製のものに交換された。
非常時に、車両甲板下第二甲板の3等船室から、上部遊歩甲板への脱出路となる階段は、従来は最も面積をとらないよう、各階とも同一場所に同一方向に設置されていたため、各階ごとに後ろへ回り込まなければ上がれなかったものを、階段配置が直線になるよう改造された。
車両甲板上の石炭積込口を含む開口部の敷居の高さを61cm以上とし、それらを水密の鋼製のふたや扉で閉鎖できるようにし、車両甲板上に大量の海水が浸入しても、機械室やボイラー室へ流れ込まないようにし、これらの部屋の換気口も閉鎖し、電動換気とした。また主発電機（500kVA　2台）故障時に、推進補機、主要航海通信機器、非常灯電源を確保するため、蒸気タービン駆動の200kVA補助発電機1台を追加設置した。これは通常、出入港時に無負荷運転して非常事態に備えたが、主発電機との並列運転はできなかった。また、従来は機械室床下にあった発電機を床上に上げて、機械室内に海水が多少溜まっても浸からないようにした。
洞爺丸型では船内の交流電化が進められ、電動油圧式操舵機を動かす油圧ポンプの動力や、車両甲板下の水密隔壁間を船艙レベルで交通する、水密辷戸の動力にも交流電動機が用いられていた。このため、交流電源故障時にも、これらの使用が継続できるよう、蓄電池容量を増大のうえ、操舵機には直流電動機を追加設置し、手動クラッチとベルトを介して、この直流電動機からも油圧ポンプが駆動できるよう改造した。水密辷戸については、1955年（昭和30年）5月11日に発生した宇高連絡船の紫雲丸事件後の同船の対応にならい、3ヵ所の交流電動機直接駆動方式辷戸のうち、1ヵ所が直流電動機直接駆動方式に改造された。
1960年（昭和35年）3月には、1957年（昭和32年）建造の十和田丸（初代）と同構造の船尾水密扉が設置された。この工事では、船尾扉設置位置をできるだけ船尾側へ寄せるため、甲板室後部端から船尾に至る船内軌道の“屋外”部分を鋼製“トンネル”で覆い、その後端に船尾扉が設置された。このため、車両甲板後端（エプロン甲板との段差）から船尾扉下端まで約2mと、十和田丸（初代）より約4mも船尾側に船尾扉を設置できたため、ワム換算積載車両数19両が維持できた。これに伴い、端艇甲板の船尾側を“トンネル”の上へ張り出し、“トンネル”上に組んだ櫓でこの部分を支え、後部操縦室（ポンプ操縦室）をその上に移した。
この工事では、さらにボイラーが石炭焚きからC重油専燃に改造され、これにより石炭積込口廃止による車両甲板面の一層の水密性向上と、無煙化による旅客サービス向上が図られた。重油焚きは石炭焚きに比べ、1缶当たりの蒸発量が増大し、5缶で石炭焚き6缶と同等性能が確保されるため、右舷最後部のボイラー1缶を撤去し、そのあとに燃料常用槽と自動燃焼制御装置が設置された。このとき外舷色は黒から十和田丸（初代）に似た“とくさ色”（10GY5/4）に変更された。船尾水密扉設置により車両格納所容積も加算されて5,855.01総トンとなった。
1961年（昭和36年）6月には、十和田丸（初代）、羊蹄丸、摩周丸とともに、第2レーダーが装備され、当時の車載客船全船がレーダー2台装備となった。

## 旅客定員増加と等級変更
1955年（昭和30年）7月1日、1等寝台車の利用客減少と、2等寝台車の極めて旺盛な需要による、1・2等寝台車間の需給不均衡解消のため、国鉄は1等寝台車を2等寝台車（A室・B室）に格下げし、従来からの2等寝台車を2等C寝台車とする、実質値下げ策を実施した。これにより、進駐軍専用列車の流れをくむ、東北本線の急行「十和田」からも1等寝台車が消えた。当時は神武景気と呼ばれた好景気で、旅客輸送量は着実に増加していたが、従来1等寝台を利用していた客層の航空機への転移も顕著となり、孤立した存在となった青函連絡船の1等の利用客も激減し、翌1956年（昭和31年）6月1日、青函連絡船でも、1等船室を2等A寝台に格下げして値下げし、従来からの2等寝台は2等B寝台とした。このとき2等A寝台は2段寝台4人部屋10室のほか、右舷側特別室の特2号室も2段寝台4人部屋の2等A寝台とし、計11室定員44名となっていた。なお左舷側特1号室は特別室とされ、時刻表では定員外とされた。この時期の2等客増加に対し、2等出入口広間に椅子席を設けて定員増を図った。このときの大雪丸の旅客定員内訳は、2等A寝台44名、2等B寝台30名、2等椅子席109名、客室255名で、2等合計438名。3等椅子席194名、3等前部客室230名、3等中部客室210名、3等後部客室180名で、3等合計814名で、総計1,252名になっていた。
その後も続く旅客需要増大に対応し、1958年（昭和33年）4月には、2等B寝台を撤去して、2等婦人席としたほか、下部遊歩甲板右舷船尾の3等椅子席の一部を、2等雑居席に改装している。
1960年（昭和35年）6月1日には、1等寝台車全廃後も、1等展望車連結で運転されていた東海道本線の客車特急「つばめ」「はと」の151系「こだま」形電車への置き換えにより、1等展望車は廃止された。これにより国鉄から1等車は全廃され、その1ヵ月後の同年7月1日、国鉄は、従来の2等を1等に、従来の3等を2等に呼称変更し、3等の呼称は廃止された。これにともない、青函連絡船でも同様の呼び替えが行われた。
特急「おおぞら」運転開始を控えた1961年（昭和36年）6月28日、1等出入口広間から喫煙所にかけてのスペースに、1等指定椅子席として下腿を載せるレッグレスト付きで、寝台代用にもなるリクライニングシート 60席が設置された。これにより、旅客定員は1等寝台44名、1等指定席60名、1等椅子席47名、1等座席359名、1等計510名、2等椅子席258名、2等座席620名、2等計878名で合計1,388名となり、新造時のゆとりのあった広間は失われていた。

「Sol Phryne」時代の船影

## 青函航路からの引退後
1966年（昭和41年）2月9日、三洋商事に売却されたが、その後ギリシャへ転売され、主機械をディーゼルエンジンに換装、カーフェリーに改造され、Efthymiades Lineで｢AEOLIS｣として使用された。1977年（昭和52年）、キプロスのSol Linesに売却され｢Sol Phryne｣と改称し、ピレウス（ギリシャ）～ロドス（ギリシャ）～リマソール（キプロス）や、チュニス（チュニジア）～リマソール～ベイルート（レバノン）間のカーフェリーなどとして活躍したが、その後PLOに売却され、リマソール港で停泊中にイスラエルの特殊部隊の破壊工作により船体外板に損傷を受け、修理復帰している。
1991年（平成3年）12月6日、ホンジュラス船籍の船としてアドリア海を航行中に火災が発生。搭載車両に引火・爆発し、沈没した。

## 沿革

### 青函連絡船時代
- 1947年（昭和22年）3月26日 - 三菱重工神戸造船所にて起工
- 1948年（昭和23年）3月13日 - 進水
  - 10月25日 - 竣工
  - 11月27日 - 就航
  - 12月16日 - 洞爺丸型による1等寝台車（マイネ40形）航送開始[107]
- 1950年（昭和25年）12月 - レーダー装備（飯野産業舞鶴造船所）[108][109]
- 1951年（昭和26年）5月18日 - 浮流機雷流入のため洞爺丸型による寝台車航送休止[107]
- 1953年（昭和28年）12月1日 - VHF無線電話運用開始（出力25W）[91][110]
- 1954年（昭和29年）1月31日 – 葛登支、浦町、石崎の無線標識所廃止[111]
  - 3月31日 – 久根別、沖館の無線標識所廃止[111]
  - 9月26日 - 洞爺丸台風に遭遇

17:25 - 乗客と車両を降し函館第2岸壁を離岸[55]
17:40 - 防波堤内に錨泊[53][55]。
19:16 - 防波堤内は輻輳しており、防波堤外への脱出を決定、抜錨開始[56][53]。抜錨中日高丸に接近[55]。
19:20 - 右舷錨が第六青函丸の左舷中央部に接触[61]
19:31 - レーダー頼りで防波堤外へ脱出[55]
19:40 - 防波堤外に投錨[55]
19:58 - 走錨激しく北防波堤に接近[56]
20:07 - 機関停止したが1分ほどで回復。抜錨完了後、涌元を目指し前進[56][55]
21:10 - 葛登支岬灯台並航、風速40m[55]。
21:40 - 操舵機室浸水のため操舵不能、以後両舷機の種々使用で針路維持[56][55]。
22:00 - 潤滑油ポンプ故障、約5分間主機械停止[56][55]。
  - 9月27日 0:10 - 木古内湾知内沖に投錨。航行不能となる[56][55]。

15:40 - 補助汽船「かつとし丸（初代）」の助けで操舵機室排水完了[37]。
  - 9月28日 6:05 - 抜錨、人力油圧ポンプ操舵で函館港外まで航海し、以後補助汽船「かつとし丸（初代）」と「おいわけ丸」に曳航され8:35函館港内投錨[112][113][114]。
  - 10月8日 - 3002便（函館第2岸壁3:50発　青森第2岸壁8:30着）から復帰[42]
- 1955年（昭和30年）12月 - 下部遊歩甲板　水密丸窓化　重力型ボートダビット装備（新三菱重工神戸造船所）[77][86]
- 1956年（昭和31年）6月1日 – 1等船室を2等A寝台に格下げし、2等寝台は2等B寝台とした[94][96]。
- 1958年（昭和33年）4月 - 2等B寝台撤去し2等婦人雑居室とし、右舷下部遊歩甲板の3等椅子席の船尾部分を2等雑居室に改装[76]。
- 1960年（昭和35年）
  - 3月 - 船尾水密扉設置　ボイラー重油専燃化　6缶から5缶に　塗装変更（川崎重工神戸工場）5,855.01総トン[71] [115][116]。
  - 7月1日 - 国鉄が、従来の2等を1等に、従来の3等を2等に呼称変更し、3等の呼称を廃止した[96]。
- 1961年（昭和36年）
  - 6月 - 第2レーダー装備[91][92]
  - 7月2日 - 1等出入口広間から喫煙所にかけての広間に1等指定椅子席として背ずりが65度まで傾くリクライニングシートを60席設置[117][118][76][102]。
  - 10月1日 - 特急接続便の1便4時間25分運航　2便4時間30分運航[52]。
- 1964年（昭和39年）8月31日 - 13便（青森第2岸壁6時20分発　函館第2岸壁10時50分着）を以って青函航路終航[119]

### 青函連絡船引退後
- 1964年（昭和39年）9月26日 - 下関へ回航のため函館を出港[120]
  - 9月29日 - 日本海経由で下関に到着[121]
- 1966年（昭和41年）2月9日 - 三洋商事に売却[104][105]
  - その後ギリシャへ転売され、主機械をディーゼルエンジンに換装、カーフェリーに改造され、「AEOLIS」と改称、エーゲ海で運航された[106]。
- 1977年（昭和52年）-  キプロスに売却、「Sol-Phryne」と改称[106]。
- 1988年（昭和63年）2月15日 - パレスチナ解放機構にチャーターされる。イスラエルの特殊部隊によってキプロス共和国のリマソールで燃料タンクを爆破され航行不能となったが、後に復帰。
- 1991年（平成3年）12月6日 - 運航中の火災により搭載車両に引火・爆発、アドリア海で沈没した。